# Cyrestis dohertyi
Cyrestis dohertyi är en fjärilsart som beskrevs av Moore. Cyrestis dohertyi ingår i släktet Cyrestis och familjen praktfjärilar. Inga underarter finns listade i Catalogue of Life.